# Bill Pascrell
Bill Pascrell, właśc. William J. Pascrell Jr. (ur. 25 stycznia 1937, zm. 21 sierpnia 2024) – amerykański polityk, członek Partii Demokratycznej. Od 1997 do śmierci był przedstawicielem ósmego okręgu wyborczego w stanie New Jersey do Izby Reprezentantów Stanów Zjednoczonych.